# Lijst van winnaars slotrit Ronde van Frankrijk op de Champs-Élysées
Deze pagina bevat een lijst van wielrenners die wonnen op de Avenue des Champs-Élysées in de slotrit van de Ronde van Frankrijk.

## Winnaars per jaar

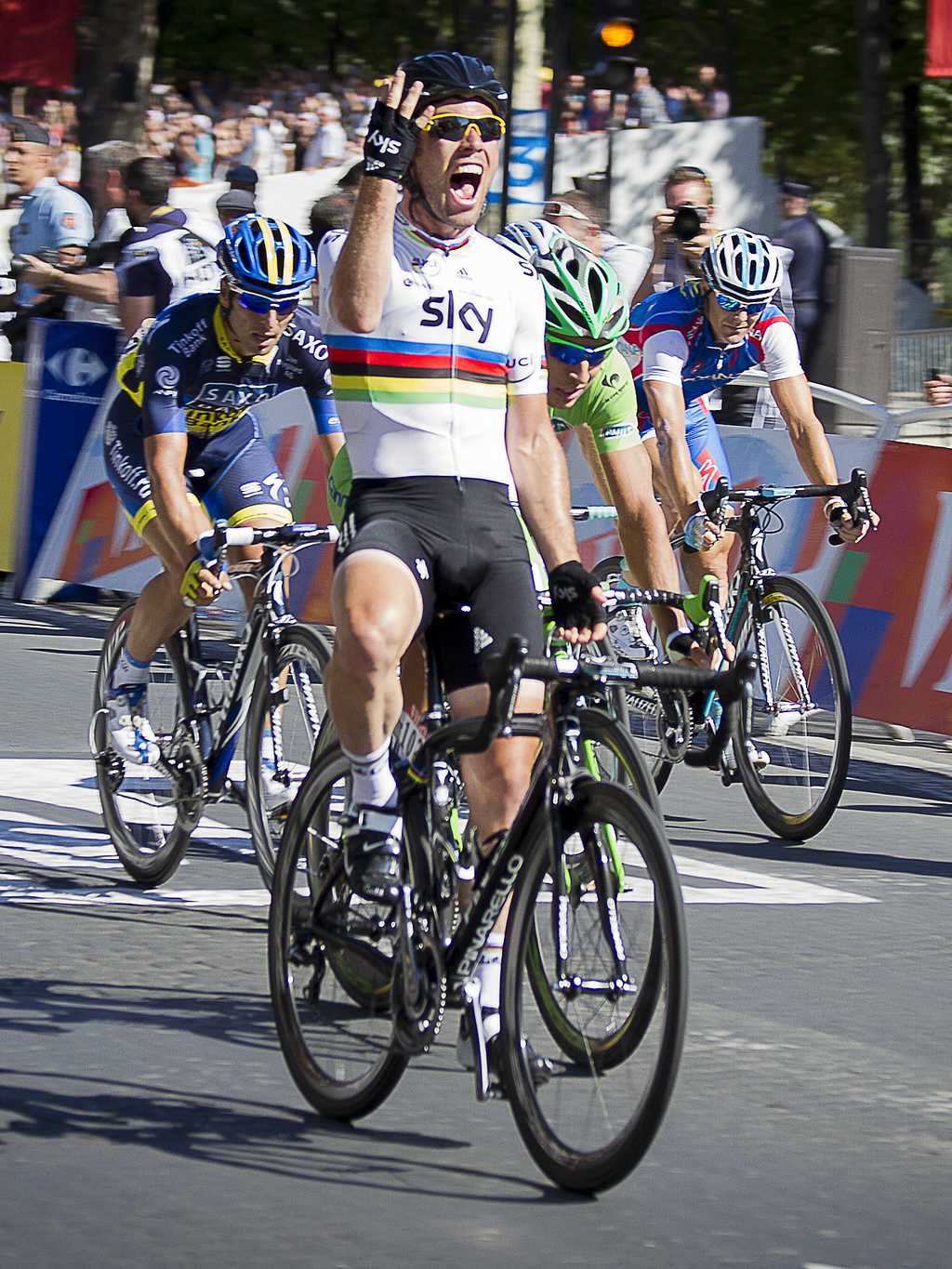
Mark Cavendish wint voor de 4e keer op de Champs-Élysées, een record. Hij is ook de enige tot nu toe die er wist te winnen als wereldkampioen.

| Jaar | Start van de etappe       | Afstand (km)            | Winnaar                  |
| ---- | ------------------------- | ----------------------- | ------------------------ |
| 1975 | Parijs                    | 163,4                   | Walter Godefroot         |
| 1976 | Parijs                    | 90,7                    | Gerben Karstens          |
| 1977 | Parijs                    | 90,7                    | Alain Meslet             |
| 1978 | Saint-Germain-en-Laye     | 161,5                   | Gerrie Knetemann         |
| 1979 | Le Perreux-sur-Marne      | 180,3                   | Bernard Hinault          |
| 1980 | Fontenay-sous-Bois        | 186,1                   | Pol Verschuere           |
| 1981 | Fontenay-sous-Bois        | 186,8                   | Freddy Maertens          |
| 1982 | Fontenay-sous-Bois        | 186,8                   | Bernard Hinault          |
| 1983 | Alfortville               | 195                     | Gilbert Glaus            |
| 1984 | Pantin                    | 196,5                   | Eric Vanderaerden        |
| 1985 | Orléans                   | 196                     | Rudy Matthys             |
| 1986 | Cosne-Cours-sur-Loire     | 255                     | Guido Bontempi           |
| 1987 | Créteil                   | 192                     | Jeff Pierce              |
| 1988 | Nemours                   | 172,5                   | Jean-Paul van Poppel     |
| 1989 | Versailles                | 24,5 ITT                | Greg LeMond              |
| 1990 | Brétigny-sur-Orge         | 182                     | Johan Museeuw            |
| 1991 | Melun                     | 178                     | Dmitri Konysjev          |
| 1992 | La Défense                | 141                     | Olaf Ludwig              |
| 1993 | Viry-Châtillon            | 196,5                   | Djamolidin Abdoezjaparov |
| 1994 | Disneyland                | 175                     | Eddy Seigneur            |
| 1995 | Sainte-Geneviève-des-Bois | 155                     | Djamolidin Abdoezjaparov |
| 1996 | Palaiseau                 | 147,5                   | Fabio Baldato            |
| 1997 | Disneyland                | 149,5                   | Nicola Minali            |
| 1998 | Melun                     | 147,5                   | Tom Steels               |
| 1999 | Arpajon                   | 143,5                   | Robbie McEwen            |
| 2000 | Parijs                    | 138                     | Stefano Zanini           |
| 2001 | Corbeil-Essonnes          | 160,5                   | Ján Svorada              |
| 2002 | Melun                     | 144                     | Robbie McEwen            |
| 2003 | Ville d'Avray             | 160                     | Jean-Patrick Nazon       |
| 2004 | Montereau-Fault-Yonne     | 163                     | Tom Boonen               |
| 2005 | Corbeil-Essonnes          | 144,5                   | Aleksandr Vinokoerov     |
| 2006 | Antony - Parc de Sceaux   | 152                     | Thor Hushovd             |
| 2007 | Marcoussis                | 130                     | Daniele Bennati          |
| 2008 | Étampes                   | 143                     | Gert Steegmans           |
| 2009 | Montereau-Fault-Yonne     | 160                     | Mark Cavendish           |
| 2010 | Longjumeau                | 102,5                   | Mark Cavendish           |
| 2011 | Créteil                   | 95                      | Mark Cavendish           |
| 2012 | Rambouillet               | 120                     | Mark Cavendish           |
| 2013 | Versailles                | 133                     | Marcel Kittel            |
| 2014 | Évry                      | 137,5                   | Marcel Kittel            |
| 2015 | Sèvres                    | 109,5                   | André Greipel            |
| 2016 | Chantilly                 | 113                     | André Greipel            |
| 2017 | Montgeron                 | 103                     | Dylan Groenewegen        |
| 2018 | Houilles                  | 116                     | Alexander Kristoff       |
| 2019 | Rambouillet               | 128                     | Caleb Ewan               |
| 2020 | Mantes-la-Jolie           | 122                     | Sam Bennett              |
| 2021 | Chatou                    | 108,4                   | Wout van Aert            |
| 2022 | Paris La Défense Arena    | 112                     | Jasper Philipsen         |
| 2023 | Saint-Quentin-en-Yvelines | 115,1                   | Jordi Meeus              |
| 2024 | Geen aankomst te Parijs   | Geen aankomst te Parijs | Geen aankomst te Parijs  |
| 2025 | Mantes-la-Ville           | 120                     | Wout van Aert            |

## Meervoudige winnaars
| Aantal | Renner                   | Jaren                  |
| ------ | ------------------------ | ---------------------- |
| 4      | Mark Cavendish           | 2009, 2010, 2011, 2012 |
| 2      | Bernard Hinault          | 1979, 1982             |
| 2      | Djamolidin Abdoezjaparov | 1993, 1995             |
| 2      | Robbie McEwen            | 1999, 2003             |
| 2      | Marcel Kittel            | 2013, 2014             |
| 2      | André Greipel            | 2015, 2016             |
| 2      | Wout van Aert            | 2021, 2025             |

## Winnaars per land
| Positie | Land                | Aantal |
| ------- | ------------------- | ------ |
| 1       | België              | 13     |
| 2-4     | Frankrijk           | 5      |
| 2-4     | Italië              | 5      |
| 2-4     | Duitsland           | 5      |
| 5-6     | Verenigd Koninkrijk | 4      |
| 5-6     | Nederland           | 4      |
| 7       | Australië           | 3      |
| 8-10    | Verenigde Staten    | 2      |
| 8-10    | Noorwegen           | 2      |
| 8-10    | Oezbekistan         | 2      |
| 11-15   | Zwitserland         | 1      |
| 11-15   | Rusland             | 1      |
| 11-15   | Tsjechië            | 1      |
| 11-15   | Kazachstan          | 1      |
| 11-15   | Ierland             | 1      |